# Chilotilapia rhoadesii
Chilotilapia rhoadesii és una espècie de peix de la família dels cíclids i de l'ordre dels perciformes.

## Morfologia
- Els mascles poden assolir 22,5 cm de longitud total.[3][4]

## Alimentació
Menja principalment caragols (gèneres Melanoides i Lanistes preferentment).

## Hàbitat
Viu en zones de clima tropical.

## Distribució geogràfica
Es troba a Àfrica: és una espècie de peix endèmica del sud del llac Malawi.